# الی روباک
الی روباک (انگلیسی: Ellie Roebuck؛ زادهٔ ۲۳ سپتامبر ۱۹۹۹) بازیکن فوتبال اهل بریتانیا است.
از باشگاه‌هایی که در آن بازی کرده‌است می‌توان به باشگاه فوتبال زنان منچستر سیتی اشاره کرد.
وی همچنین در تیم‌های ملی فوتبال England women's national under-17 football team, England women's national under-19 football team، زنان انگلستان، و Great Britain women's Olympic football team بازی کرده‌است.